# دیوید مک‌آلیستر
دیوید مک‌آلیستر (انگلیسی: David McAlister؛ ‏ ۲ آوریل ۱۹۵۱ – ۲۵ ژوئن ۲۰۱۵) بازیگر اهل بریتانیا بود. وی بین سال‌های ۱۹۶۴ تا ۲۰۱۵ میلادی فعالیت می‌کرد.
از فیلم‌ها یا مجموعه‌های تلویزیونی که وی در آن‌ها نقش داشته‌است، می‌توان به خطاهای نرم‌افزاری، هالیوکس، ایست‌اندرز، ارتش سری، کلاه سرخ، پوآرو و باری دیگر برایدزهد اشاره نمود.